# متروی شیکاگو

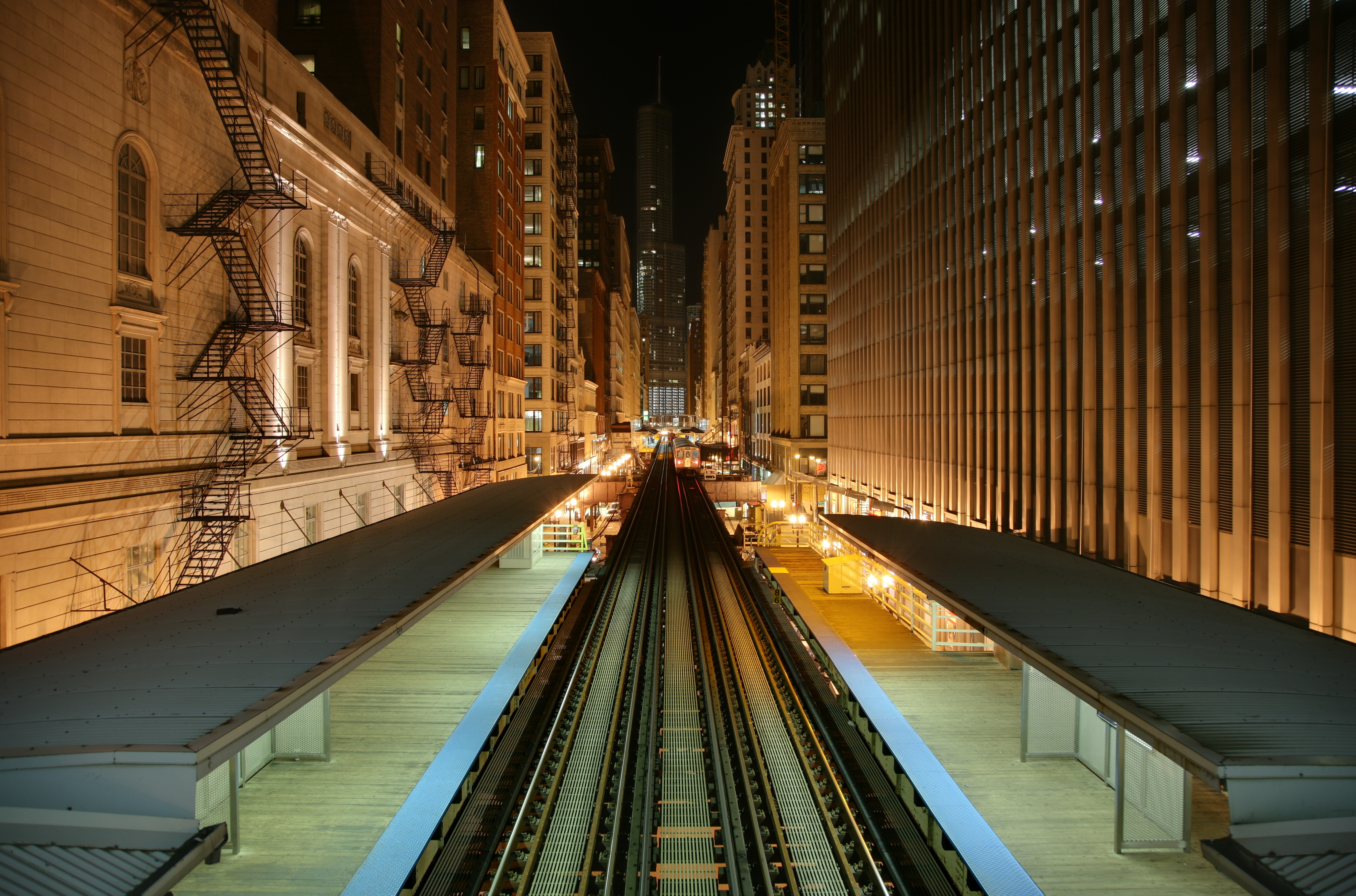

سامانه قطارهای تندرو شیکاگو یا متروی شیکاگو (که با نام‌های دِ اِل و اِل نیز در آمریکا مشهور است) به مجموعه‌ای از قطارهای تندرو و مسیرهای تجهیز شده که در شهر شیکاگو و مناطقی که در همسایگی شهر واقع شده‌اند، اطلاق می‌شود.
مدیریت مترو شیکاگو با شرکت سی تی اِی است. شرکت سی تی اِی مجری طرح‌های حمل ونقل عمومی در ایالت ایلینوی و شهر شیکاگو می‌باشد. این سامانه قطارهای شهری از نظر طول مسیر، بعد از متروی نیویورک، دومین و از نظر ازدحام و تعداد مسافر، بعد از متروی نیویورک و واشنگتن، سومین مترو در کشور ایالات متحده آمریکا می‌باشد.
متروی شیکاگو یکی از چهار سامانه ترابری شهری بزرگ آمریکاست که در برخی از بخش‌های آن، خدمات رسانی به صورت بیست و چهار ساعته ارائه می‌شود. خطوط قدیمی متروی شیکاگو در سال ۱۸۹۲ آغاز به کار کرده است که از لحاظ قدمت متروها در آمریکای شمالی و جنوبی، بعد از متروی نیویورک جایگاه دوم را به خود اختصاص داده است. متروی شیکاگو با وجود تراکم شهری بالا، توانایی زیادی در مدیریت سامانه حمل و نقل شهری دارد و از این لحاظ مشهور می‌باشد. متروی شیکاگو شامل هشت خط و یک حلقه میدانی مرکزی است که به صورت الگو ترسیمی پره (خطوط مترو) و چرخ دنده (حلقه میدانی مرکزی) طراحی شده است. متروی شیکاگو به دلیل داشتن خطوط هوایی (سامانه ریل‌های هوایی) گسترده درون شهری، موسوم به اِلوِیتِد رِیل وِی به شیکاگو اِل مشهور است. این مترو دارای ۹۰٫۸ کیلومتر قطار هوایی، ۵۶٫۳ کیلومتر قطار زمینی و ۱۸٫۳ کیلومتر قطار زیر زمینی است. به‌طور متوسط ۶۵۸٫۵۲۴ نفر در روزهای کاری هفته، ۴۱۹٫۲۵۸ نفر هر شنبه و ۳۱۵٫۲۴۰ نفر هر یکشنبه از متروی شیکاگو استفاده می‌کنند.

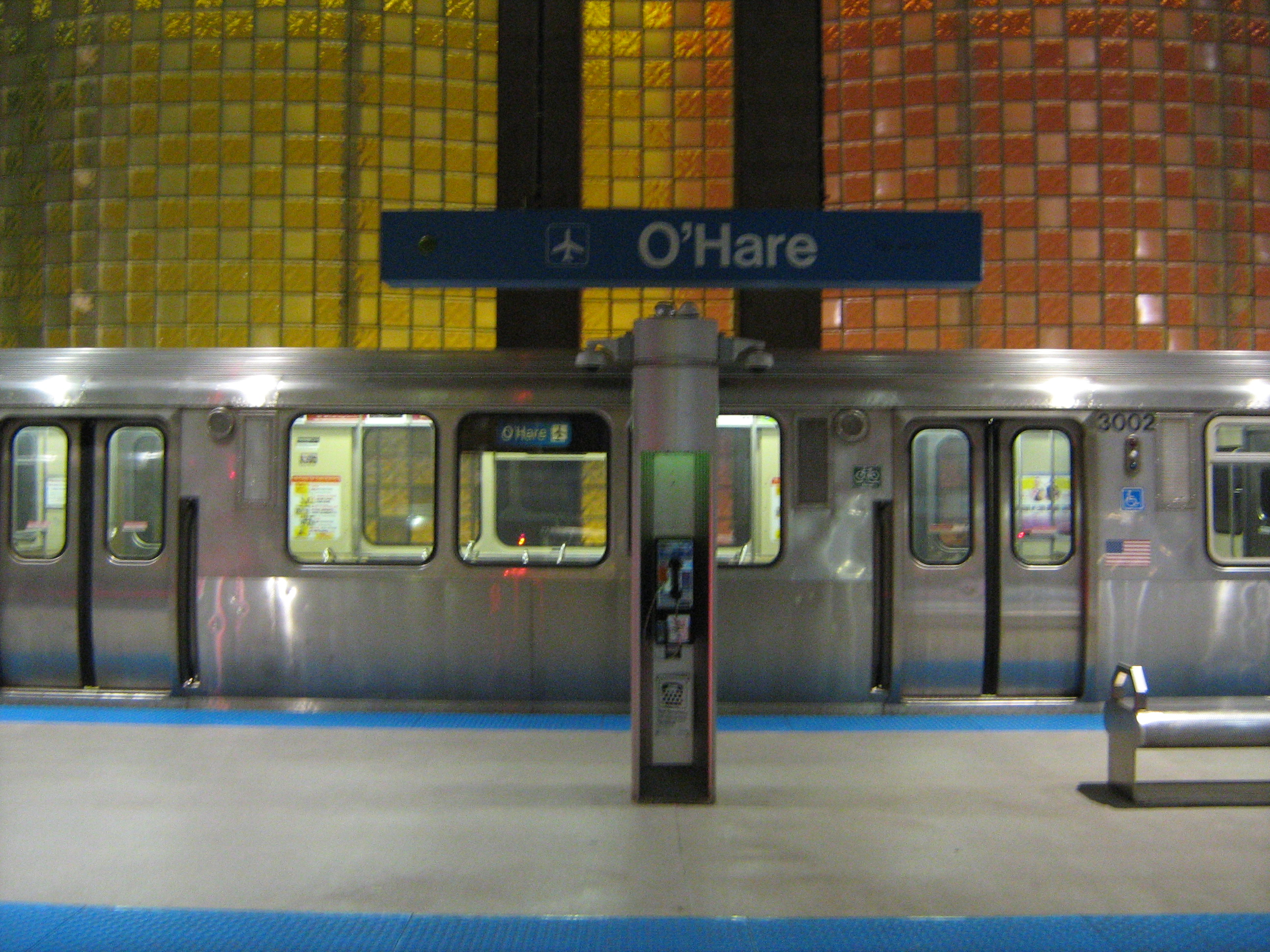
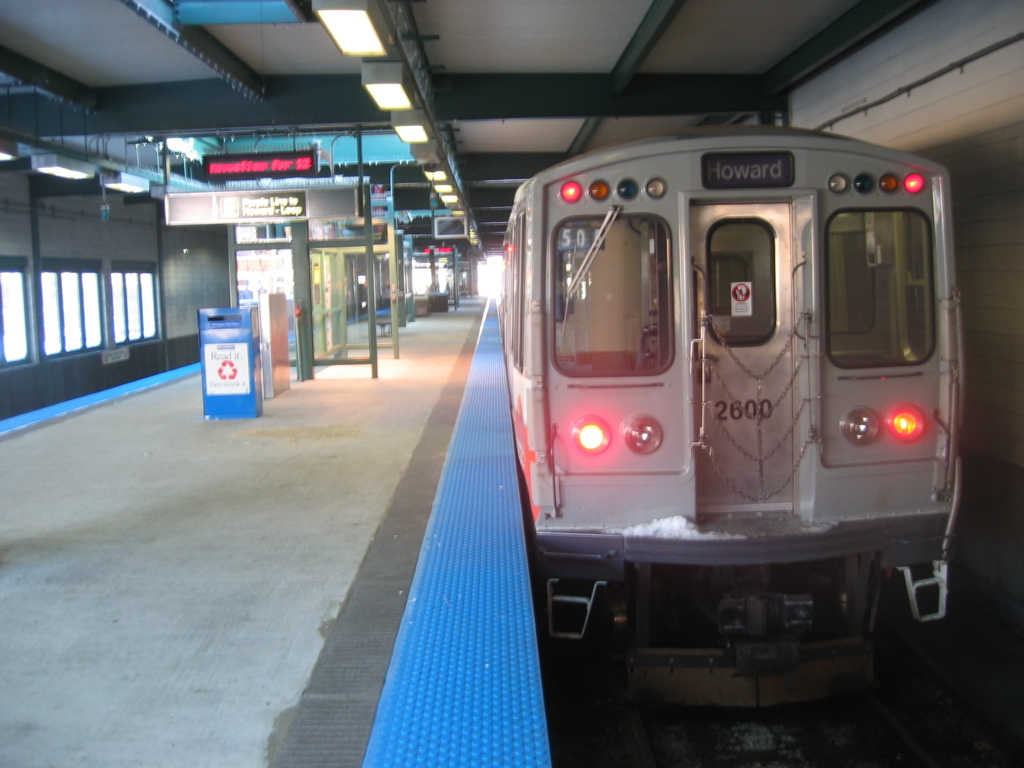
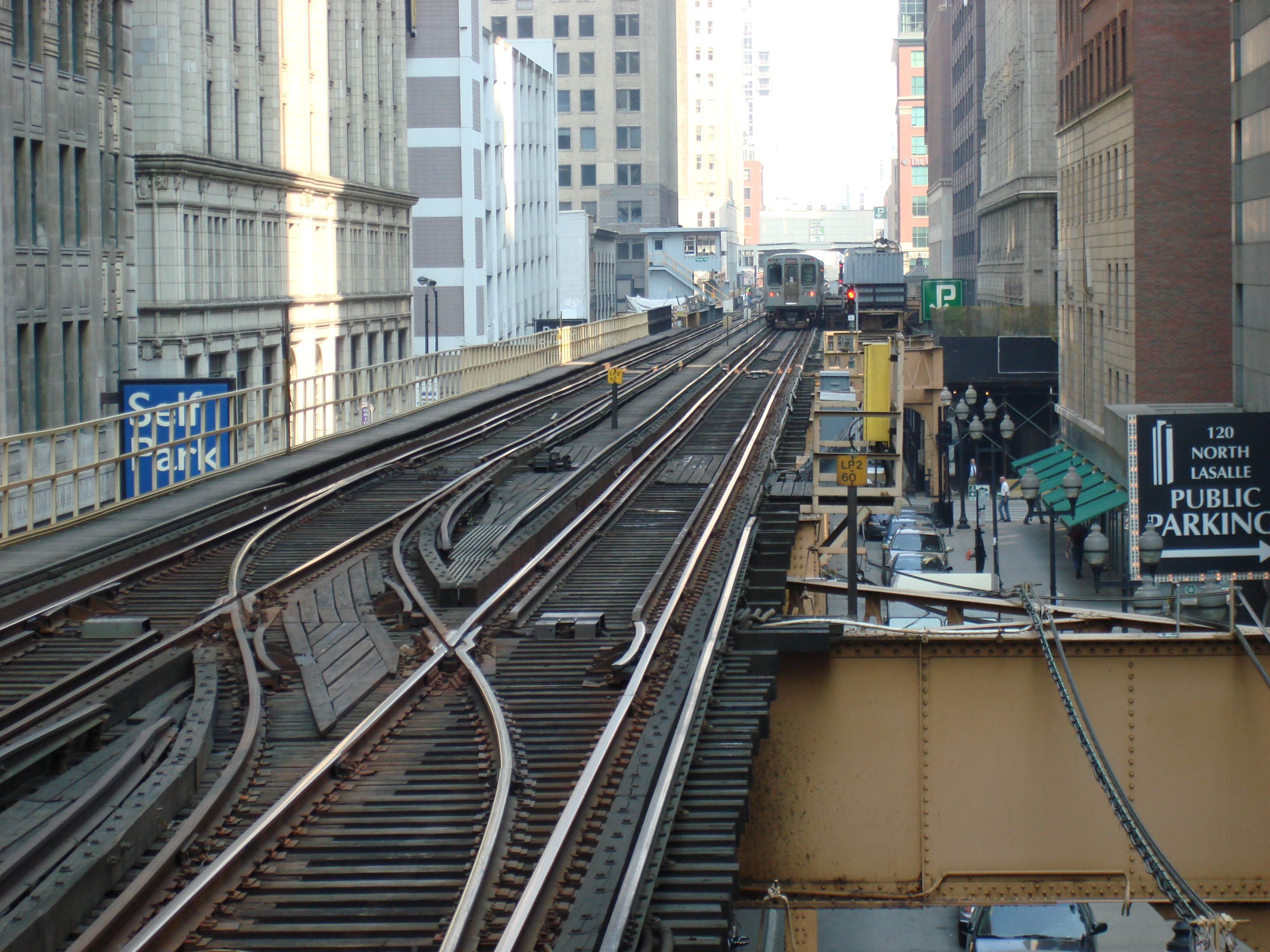